# Cevdet Yılmaz
Cevdet Yılmaz (né le 1er avril 1967 à Bingöl) est un homme politique turc, vice-président de la république de Turquie  d'origine zaza depuis le 3 juin 2023.
Il est député de l'AKP de 2007 à 2023 et ministre du Développement de 2011 à 2015 et de 2015 à 2016.

## Biographie
Yılmaz est diplômé de l’université technique du Moyen-Orient (ODTÜ)- Ankara, Département Gestion publique. Il l’a terminé en première place. Il a fait une maîtrise dans le domaine des relations internationales à l’université de Denver des États-Unis. Ainsi Il a fait son doctorat dans le domaine de la science politique et la gestion publique à l’université Bilkent- Ankara. 
Il a commencé à travailler en tant qu’adjoint expert de planification à l’Organisation de Planification d’État qui relève du Premier ministère. Ensuite Il  est promu expert de planification.  
Il a occupé les fonctions du directeur général des Relations avec l’Union européenne au sein de l’Organisation de Planification d’État. Il était membre du Comité d'orientation et  suivi du Programme d’éducation et de jeunesse de l’Union européenne. Il était également membre de l’Agence nationale, de l’ATAUM et du Conseil Exécutif de Sümerhalı.
À la suite des élections législatives du 22 juillet 2007 il est devenu membre de la Grande l’Assemblée nationale de Turquie, député de la ville Bingöl. Durant la 23e session législative il était membre de la Commission mixte parlementaire de Turquie -L’Union européenne et président du groupe turc de l’Union interparlementaire (PAB).
Le 1er mai 2009 il a été nommé  en qualité de ministre d’État au cabinet du 60e gouvernement. 
Il est réélu député de Bingöl  lors de la 24e session législative. 
Cevdet Yılmaz a été désigné en qualité de ministre du Développement au cabinet du 61e gouvernement. 
Cevdet Yılmaz est marié et père de deux enfants.